# 羅斯 (紐約州非建制地區)
羅斯（英語：Rose）是位於美國紐約州韋恩縣的非建制地區。

## 地理
羅斯所處的海拔為高於海平面128米（即420英呎），而該地所採用的時區為UTC-5，即北美东部时区（EST）。同時該地設有夏令時間，為UTC-5調快一小時，即UTC-4（EDT）。